# Helena Domin
Helena Krystyna Domin – polska neurobiolog, dr hab. nauk medycznych i nauk o zdrowiu, adiunkt Instytutu Farmakologii im. Jerzego Maja Polskiej Akademii Nauk.

## Życiorys
W 2002 r. ukończyła studia biologiczne na  Uniwersytecie Jagiellońskim, w 2008 r. obroniła pracę doktorską pt. Neuroprotekcyjne działanie ligandów glutaminianergicznych receptorów metabotropowych oraz ligandów receptorów dla neuropeptydu Y, której promotorem była prof. Maria Śmiałowska, w 2021 r. habilitowała się na podstawie pracy zatytułowanej Metabotropowe receptory glutaminianergiczne grupy III oraz receptory Y2 i Y5 jako potencjalne cele terapii neuroprotekcyjnej i/lub przeciwdepresyjnej.
Jest zatrudniona na stanowisku adiunkta w Instytucie Farmakologii im. Jerzego Maja Polskiej Akademii Nauk.